# Japanagromyza elaeagni
Japanagromyza elaeagni är en tvåvingeart som beskrevs av Mitsuhiro Sasakawa 1954. Japanagromyza elaeagni ingår i släktet Japanagromyza och familjen minerarflugor. Inga underarter finns listade i Catalogue of Life.